# レディバグ (ゲーム)
- レディバグ
- レディーバグ

『レディバグ』（英: Lady Bug）は、1981年末にユニバーサルが発売した業務用ビデオゲーム。テントウムシが回転ドアを使って敵の追跡をかわしながら、迷路上のドットを食べていくドットイートゲームである。

## ゲーム内容
『レディバグ』は、固定画面表示のドットイートゲームである。操作には4方向レバーを使用する。
本作はテントウムシをレバーで操作して、迷路上の全てのドットを食べ尽くすことが目的である。テントウムシは、同じドットイートゲームの『パックマン』などとは違い、壁にぶつからなくても自由に静止できる仕様となっている。
迷路の周囲には時間経過で刻まれるタイマーが表示され、タイマーが画面を1周すると迷路の中央部の敵の巣から虫が1匹ずつ飛び出してくる。また、敵の虫は迷路上に最大4匹が同時出現する。
巣から飛び出した虫はテントウムシを食べようと追跡してくるので、迷路上に設置された回転ドアをうまく利用して敵の虫の誘導が必要となる。なお、回転ドアはテントウムシのみが操作可能で、敵の虫は回転ドアの通過もできない。
迷路にはドットのほかに、赤・黄・青と色が変化するハートマークと英文字が設置されている。得点配分はドットが1個10点、英文字とハートマークが赤色のときは800点、黄色のときは300点、青色のときは100点となっている。
ハートマークと英文字は、それぞれ特定の色のときに獲得して集めると特別な効果が得られる。ハートマークを青色のときに取得するとステージ中の得点の倍率が2倍・3倍・5倍になる。また、E・X・T・R・Aの英文字を黄色のときに取得して文字を全部揃えるとテントウムシの数が1匹追加され、S・P・E・C・I・A・Lの英文字を赤色のときに取得して文字を全部揃えると1クレジットが与えられる。
迷路上に敵の虫が4匹全員飛び出すと、敵の巣の中に野菜が出現する。その野菜をテントウムシが食べるとボーナス得点が加算される。また、野菜を食べると同時にジングルが流れ、野菜を取得してから音楽が止まるまでの間、敵の虫はその場で動きを止める。
迷路上にはドクロマークも設置され、テントウムシが触れてしまうとミスとなる。その一方で、敵の虫もドクロマークに触れると消滅して巣に戻る。 
テントウムシが虫に食べられたり、ドクロマークに触ったりした結果、全てのテントウムシを失ってしまうとゲーム終了となる。
ゲーム中の音楽にはチェリッシュの1973年のヒット曲「てんとう虫のサンバ」が、ゲーム開始時のジングルなどで使用されている。

## 開発
『レディバグ』は、後にユニバーサルの『Mr.Do!』、テーカンの『ボンジャック』などの作品を手がけた上田和敏が初めて企画を担当したゲームである。上田によると本作の開発には企画の上田のほか、もう一人の企画担当者の窪田俊幸、音楽担当者、グラフィック担当者、外注のプログラマーが参加しており、ゲーム開発は総じて未経験のメンバーの手によって開発が行われたという。
また、上田によると『レディバグ』は新聞紙上で募集されたアイデアコンテストにおいて、1等を獲得した「回転ドア」のアイデアを採用して作られたゲームであった。そのアイデア自体は紙1枚に図が書かれただけのもので、そこにナムコの『パックマン』とピンボールの要素を追加して、企画を仕上げたと上田は述べている。
敵の虫の動きは、迷路上にテントウムシから近い順に数字を割り当てておき、追跡フラグが立つと敵の虫が数字の少ない方に向かっていくというアルゴリズムを採用していた。本作はプレイヤー自身で回転ドアを操作して迷路の形状を自在に変化させることができるため、ゲームの難易度を上げるためには敵の虫の速度を段階的に上昇させていくことが必要で、その速度上昇による副作用の対処など調整には苦労したと上田は述べている。
また、上田によると本作で使用されているチェリッシュの楽曲「てんとう虫のサンバ」は、JASRACに使用料を支払って使用しているという。上田はJASRACから楽曲の許諾を得る際に、担当者からビデオゲームに楽曲のライセンスを与えるのは前例のないことだと伝えられ、最終的に基板の製造枚数に応じてレコード1枚あたりの使用料金と同じ金額を支払ったと述べている。

## 移植版
本作の移植は、日本では1983年秋にカシオ計算機よりPV-1000版（タイトル名は『ファイティング・バグ』）が発売されている。日本国外においては、コレコからコレコビジョン版およびインテレビジョン版がそれぞれ発売されている。